# Cratyna monumenta
Cratyna monumenta is een muggensoort uit de familie van de rouwmuggen (Sciaridae). De wetenschappelijke naam van de soort is voor het eerst geldig gepubliceerd in 2009 door Rudzinski.